# 鷺谷政明
鷺谷 政明（さぎたに まさあき、1979年12月 - ）は、日本のクリエイティブディレクター、YouTuber。埼玉県上尾市出身。

## 略歴
2014年9月6日、自主企画で制作した埼玉県PR動画『そうだ埼玉』を公開。動画内に登場するダンスの振り付けの一部を「埼玉ポーズ」と名付け、埼玉県内の首長や埼玉県にゆかりのある芸能人に埼玉ポーズ写真の提供を依頼し、許諾が得られたものを自身が編集長を務める埼玉県情報発信サイト「そうだ埼玉.com」に掲載していた。後にこのポーズが話題になると、「埼玉ポーズ仕掛け人」として多くのメディアに出演した。 
主に埼玉県内の企業や自治体のプロモーションを請け負うクリエイティブ・エージェンシー「天下茶夜」代表として映像やデザインなど様々な広告制作を手掛けながら、2019年12月よりYouTubeチャンネル『鷺谷政明の一人演芸協会』を開設。音声配信をメインとしながらも約1年でチャンネル登録者数は5,000人を突破し、2024年に8万人を超えた。

## 著書
- 『なぜ埼玉県民だけがディスられても平気なのか？　今こそ、日本中に伝えたい。独自に育まれた埼玉県の常識！』（2018年11月21日、徳間書店）ISBN 978-4198647261

## 出演

### 映画
- ボケてくれてありがとう （2024年3月22日公開、早稲田松竹、監督：鈴木隆恵、 監修：是枝裕和、篠崎誠、土田環、高木創） - 長谷川章 役

## 受賞歴
- 第49回宣伝会議賞協賛企業賞受賞（2012年）

## 主な仕事
- クッキーダンス （久喜市）- 動画制作
- 大宮駅前海岸（そごう大宮　ゲスト：北条ふとし）- 企画・監修・デザイン[4]
- 恋はMOKUMOKU（エースコンタクト　主演：神谷侑理愛）- 企画・監修[5]
- 行田花手水week紹介（行田市） - 動画制作・デザイン